# Hellyeah
Hellyeah é um supergrupo americano de heavy metal que consiste no vocalista Chad Gray e no guitarrista Greg Tribbett do Mudvayne, no guitarrista Tom Maxwell do Nothingface, no baixista Bob Zilla do Damageplan e no baterista ex-Pantera e Damageplan Vinnie Paul. A ideia de formar um supergrupo originou em 2001 na turnê Tattoo the Earth, embora os planos terem sido constantemente colocados em espera devido a conflitos de agenda. O verão de 2006 permitiu à banda a levar o projeto a sério e gravar seu primeiro álbum. Durante uma entrevista para a edição de janeiro 2009 da revista Revolver, o vocalista Chad Gray revelou que poderia haver indício de Hellyeah no álbum Mudvayne auto-intitulado, lançado 22 de dezembro de 2009.
Gravado no  estúdio Chasin’ Jason, no quintal de Dimebag Darrell, um álbum auto-intitulado foi concluído em aproximadamente um mês. Lançado em 10 de abril de 2007, o álbum entrou na Billboard 200 no número 9, vendendo 45 mil cópias. O analista do allmusic William Ruhlmann afirmou que o álbum é "um exemplo competente do gênero" a atribuiu ao álbum três estrelas e meia. Uma semana após o lançamento do álbum, o baixista Jerry Montano deixou a banda pelo que foi descrito como "razões pessoais de ambos os lados". O ex-baixista do Damageplan Bob Zilla substituiu-o, e a banda lançou um DVD intitulado Below the Belt em 13 de novembro de 2007.
Vinnie Paul morreu em 22 de junho de 2018; sua causa de morte foi mais tarde anunciada como cardiomiopatia dilatada e doença arterial coronariana. Pouco antes de sua morte, ele havia gravado faixas de bateria para o sexto álbum de banda no estúdio de gravação The Hideout em Las Vegas.
Em 13 de maio de 2019, a banda anunciou o baterista do Stone Sour Roy Mayorga como novo baterista do Hellyeah.

## Apresentação no Brasil
Em 07 de Setembro de 2016, o Hellyeah fez a sua primeira apresentação no país no Maximus Festival, ocorrido no Autódromo de Interlagos ao lado de bandas como Rammstein, Marilyn Manson, Bullet For My Valentine, Disturbed, Hollywood Undead, Shinedown, Black Stone Cherry e outros.

## Integrantes
Atuais
- Chad Gray – vocais (2006–presente)
- Tom Maxwell – guitarra (2006–presente)
- Kyle Sanders – baixo (2014–presente)
- Christian Brady – guitarra (2014–presente)
- Roy Mayorga – bateria (2019–presente)

Antigos
- Vinnie Paul – bateria (2006–2018; falecido em 22 de junho de 2018)
- Greg Tribbett – guitarra   (2006–2014)
- Jerry Montano – baixo (2006–2007)
- Bob Zilla – baixo, backing vocals (2007–2014)

## Discografia
Álbuns de estúdio
- 2007 - Hellyeah
- 2010 - Stampede
- 2012 - Band of Brothers
- 2014 - Blood for Blood
- 2016 - Under!able
- 2019 - Welcome Home